# Cercopithecini
Los cercopitecinos (Cercopithecini) son una tribu de la familia Cercopithecidae que comprende 34 especies, agrupadas en 5 géneros. 
Se caracterizan por su hocico poco pronunciado y su larga cola. Presentan también un leve dimorfismo sexual, con los machos un poco más grandes que las hembras.
Viven en el África subsahariana, son especies principalmente arborícolas, que viven en grupos y que se alimentan de frutas.

## Clasificación
- Familia Cercopithecidae
  - Subfamilia Cercopithecinae
    - Tribu Cercopithecini
      - Género Allenopithecus
      - Género Miopithecus
      - Género Erythrocebus
      - Género Chlorocebus
      - Género Cercopithecus

- Datos: Q1362071
- Multimedia: Cercopithecini / Q1362071
- Especies: Cercopithecini